# Чарлз Едвард Факсон

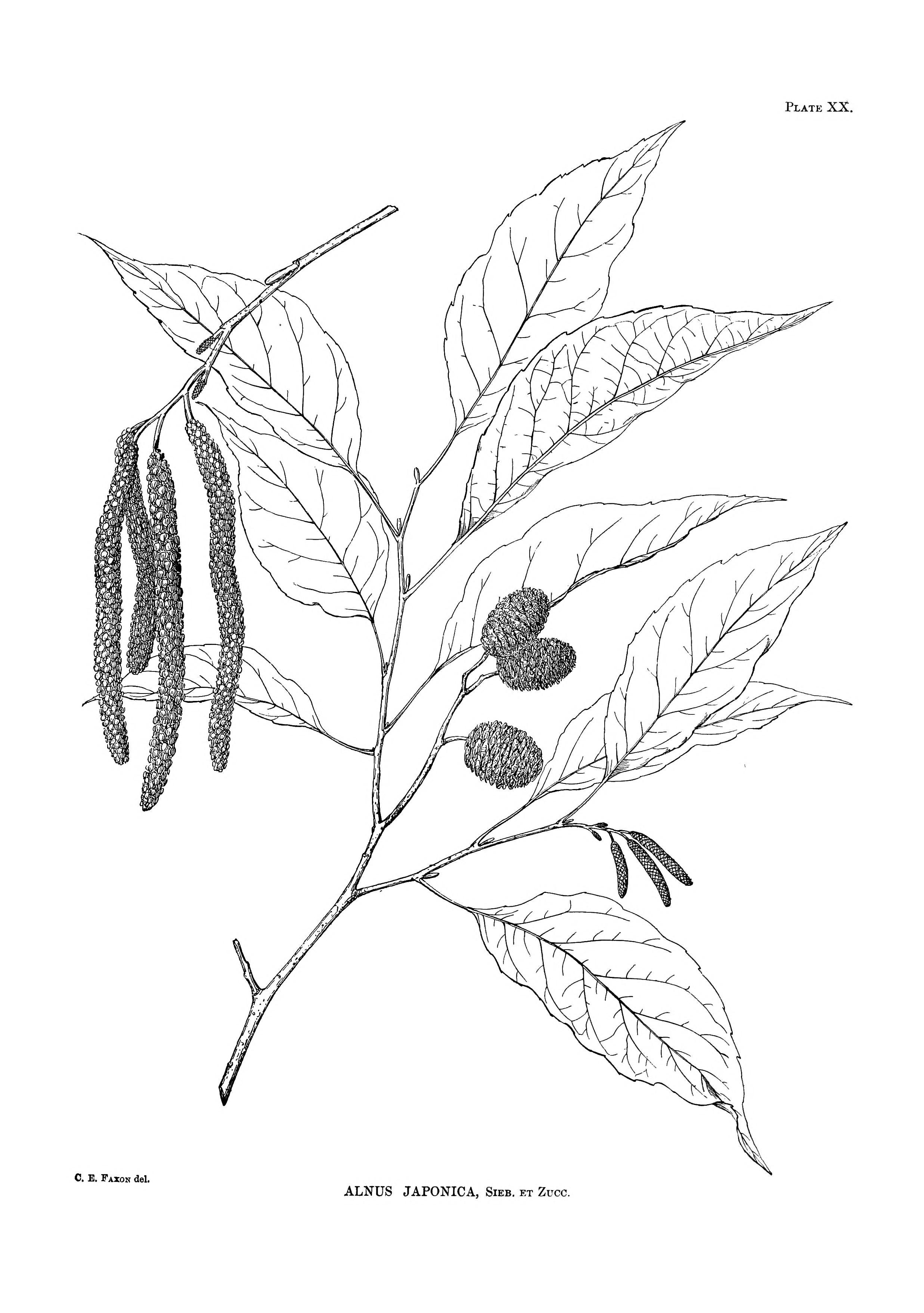
Alnus japonica Sieb. et Zucc

Чарлз Едвард Факсон (англ. Charles Edward Faxon 21 січня 1846 — 6 лютого 1918) — американський ботанічний ілюстратор, ботанік.

## Біографія
Чарлз Едвард Факсон народився 21 січня 1848 року в Бостоні, Массачусетс.
У 1867 році він отримав диплом з цивільного будівництва в Науковій школі Лоуренса в Кембриджі. З 1879 по 1884 рік він викладав ботаніку в Інституті Бассі Гарвардського університету.
Факсон вивчав флору Нової Англії, і у 1882 році приєднався до персоналу в дендрарії Арнольда. Він зайнявся створенням гербарію та бібліотеки. Факсон тісно співпрацював з директором дендропарку Чарльзом Сарджентом та з французьким ботанічним ілюстратором Альфредом Ріокре.

## Публікації
Факсон створив 744 пластини для ілюстрації Сарджента "Silva of North America". Окрім цих малюнків, він також ілюстрував такі публікації Сарджента:
- "Manual of the Trees of North America (exclusive of Mexico)", (664 ілюстрації).
- "Garden and Forest", (285 ілюстрацій).
- "Forest Flora of Japan", (1894).
- "Trees and Shrubs: Illustrations of New Or Little Known Ligneous Plants", (1902–13).